# شیمی‌درمانی گرمایشی داخل صفاقی
شیمی‌درمانی گرمایشی داخل صفاقی (انگلیسی: Hyperthermic intraperitoneal chemotherapy) یا شیمی‌درمانی داخل صفاقی هایپرترمیک یا های‌پِک (انگلیسی: HIPEC) که در ایران به آن «شیمی‌درمانی گرم» هم گفته می‌شود، نوعی شیمی‌درمانی با روش گرماافزایی است که در ترکیب با جراحی برای درمان سرطان‌های پیشرفته شکم استفاده می‌شود. در این روش، داروهای ضد سرطان، را گرم می‌کنند و برای مدت کوتاهی در حفره صفاق (شکم) تزریق و به گردش در می‌آورند. داروهای شیمی‌درمانی مورد استفاده در این روش معمولاً میتومایسین-سی و سیس‌پلاتین هستند.
این روش درمانی حاصل پژوهش‌ها و فعالیت‌های بالینی محققان و پزشکان فراوانی همچون جو وینسنت میگز در نیویورک، کنت گریفیث در مؤسسه ملی سرطان، پال شوگربیکر در «مؤسسهٔ سرطان واشینگتن» و مارکو لوتی در «بیمارستان پاپ ژان بیست و سوم» برگامو است.

## استفاده‌های پزشکی
های‌پک عموماً پس از برداشت حداکثری تودهٔ سرطانی از طریق جراحی (حجم‌زدایی) استفاده می‌شود که ممکن است شامل برداشتن تمام نواحی درگیر صفاق باشد. شواهدی از سودمندی این روش در موارد خاصی از سرطان تخمدان وجود دارد.
از طرفی شواهد علمی تا سال ۲۰۲۰، از استفاده از این روش برای درمان در تومور اپیتلیومی پیشرفته اولیه تخمدان، لوله رحم یا سرطان صفاق اولیه، سرطان تخمدان عودکننده، کارسینوماتوز صفاق روده، کارسینوماتوز صفاق معده، مزوتلیومای بدخیم صفاقی، یا سرطان آپاندیس موسینی منتشرشده پشتیبانی نمی‌کند.
این روش‌ها ممکن است ۸ تا ۱۰ ساعت طول بکشند و میزان قابل توجهی از عوارض را به همراه داشته باشند.
همتای این روش در قفسهٔ سینه «شیمی‌درمانی گرمایشی داخل قفسه سینه» (HITOC) است.

### داروهای شیمی‌درمانی
داروهای شیمی‌درمانی مختلفی مورد استفاده قرار می‌گیرند و توافق روشنی در مورد اینکه کدام دارو باید استفاده شود وجود ندارد. میتومایسین-سی و اکسالی‌پلاتین رایج‌ترین داروهای مورد استفاده برای سرطان روده بزرگ و راست‌روده هستند، در حالی که سیس‌پلاتین در سرطان تخمدان استفاده می‌شود.

## سازوکار
شیمی درمانی تزریقی، از مایع داخل صفاقی به بافت، فضای بین بافتی و پلاسمای خون منتشر می‌شود، (مشابه دیالیز صفاقی). «سد پلاسما-صفاقی» از پخش و جذب گسترده داروهای شیمی‌درمانی در جریان خون جلوگیری می‌کند و در نتیجه سمیت و عوارض جانبی داروها را محدود می‌کند. برخی از داروها مانند میتومایسین-سی و سیس‌پلاتین برای افزایش اثر کشندگی سلولی خود تا دمای ۴۳–۴۱ درجه سانتی‌گراد گرم می‌شوند.

### بیهوشی
گزارش شده است که درمان هدفمند ممکن است به تنظیم جداگانه مایع‌درمانی و داروها کمک کند. این موضوع ممکن است به جلوگیری از مسمومیت آب و تضمین ثبات همودینامیک بیمار کمک کند.

## مناقشه و اختلاف نظر
در حالی که های‌پِک به‌طور بالقوه ممکن است منجر به درمان قطعی شود، جراحی حجم‌زدایی تومور به علاوه های‌پِک با عوارض و مرگ‌ومیر قابل توجه حین عمل و همچنین کاهش کوتاه مدت کیفیت زندگی همراه است. منتقدان این روش استدلال می‌کنند که هیچ کارآزمایی تصادفی کنترل‌شده فاز ۳ چندمرکزی وجود ندارد که این روش را با روش قدیمی جراحی حجم‌زدایی تومور و انجام شیمی‌درمانی گسترده (سیستمیک) مقایسه کند. از این رو این روش درمانی، معیار علمی لازم را برای در نظر گرفتن آن به‌عنوان «درمان استاندارد» ندارد. با این حال، طرفداران این روش می‌گویند که تا کنون، هیچ درمان سیستمیکی که بقای طولانی‌مدت را برای متاستازهای صفاقی فراهم کرده باشد، وجود نداشته است. متاستازهای صفاقی، بر حسب نوع تومور اولیه و وسعت بیماری، در صورت انجام شیمی‌درمانی سیستمیک (روش قدیمی) میانگین بقای کلی کمتر از ۳۶ ماه دارد. در صورت درمان کارسینوماتوز صفاقی با منشأ روده‌ای با «جراحی کاهش‌دهندهٔ حجم تومور به همراه های‌پِک» دارای نرخ بقای ۵ سالهٔ بدون عود یا حتی درمان قطعی دستکم ۱۶٪ است.